# Razcepljen
Razcepljen (izviren angleški naslov: Split) je ameriška psihološka triler-grozljivka, delo režiserja in scenarista M. Night Shyamalana. V filmu igrajo James McAvoy, Anya Taylor-Joy in Betty Buckley. Zgodba govori o moškemu s 23 različnih osebnosti, ki ugrabi in zapre tri najstnice v opuščeni podzemni zgradbi.
Začetno snemanje se je začelo 11. novembra 2015 v Filadelfiji. Film je bil premierno predvajan na filmskem festivalu Fantastic Fest, 26. septembra 2016, v kina pa ga je 20. januarja 2017 izdalo podjetje Universal Pictures. Film je prejel večinoma pozitivne kritike, kar je pomenilo Shyamalanovo vrnitev, čeprav so nekateri kritizirali preveč poudarka na duševni motnji. Film je bil tudi velik finančni uspeh, saj je zaslužil 276 milijonov $, s proračunom 9 milijonov $.

## Vsebina
Trije najstnice, Claire, Marcia in nepriljubljena Casey, ugrabi "Dennis", ena od 23. osebnosti, navzočih v mislih Kevina Wendell Crumba, žrtve otroške zlorabe z diagnozo disociativne motnje identitete.
V preteklih letih je Kevin zdravila dr. Karen Fletcher, kateri se zdi stabilen: v njegovi glavi vse svoje osebnosti sedijo v stojnicah v sobi in čakajo, da se jim vrne "luč", medtem ko "Barry" nadzoruje, kdo bo šel v svetlobo. Dve osebnosti, "Dennis" in "Patricia", sta izločeni zaradi Dennisovih voajerističnih teženj in obsesivno-kompulzivne motnje. Obe osebnosti častita "Zver", ki bi naj bila 24. osebnost.
Dekleta spoznajo Kevinovo naravo, ko se srečajo s "Patricio", ki je oblečena kot ženska. Casey si prizadeva, da se spoprijatelji s »Hedwigom«, osebnostjo, ki trdi, da je devetletni deček, in ki verjame, da bodo dekleta žrtvovana »Zveri«. Pravi, da je ukradel nadzor nad lučjo iz "Barryu" in , da bo pomagal "Dennisu" in "Patricii". Ko Claire poskuša pobegniti, jo "Dennis" zaklene v ločeno celico.
"Dennis" se je kot Barry udeleži srečanja z dr. Fletcher, vendar se slednja zaveda, da sta "Dennis" in "Patricia" nadomestila "Barrya" kot prevladujočo osebnost. Marcia poskuša pobegniti, vendar je ujeta in je tudi postavljena v drugo celico. Casey se še vedno spoprijateljuje z "Hedwigom", ko je prej slišala, da omenja okno v svoji spalnici.
"Dennis" in dr. Fletcherjeva govorita o Kevinovem očetu, ki je Kevina zapustil kot otroka. Osebnosti so se začele izkazovati, da bi Kevinu pomagale pri zlorabi, ki jo je povzročala njegova mati, ki je trpela zaradi obsesivno-kompulzivne motnje. Casey prepriča "Hedwiga", da jo odpelje v svojo spalnico, vendar je razočarana nad tem, da je "okno" v spalnici le risba okna. Hedwig spozna, da ga je Casey prevarala, zato se razburja, vendar ga ona spomni da ji mora pokazati nekaj kul. Hedwig ji pokaže walkie talkie, toda Casey "Patricia" prepreči, da bi skušala poklicati na pomoč.
Casey se spominja zlorabljenja njenega strica Johna, ki je postal njen zakoniti skrbnik po očetovi smrti. Dr. Fletcher začenja domnevati, da je "Dennis" odgovoren za ugrabitve in se odloči, da bo obiskala kraj, kjer živi. Med obiskom ugotavlja, da je Claire v ujetništvu v Kevinovi hiši. Toda preden lahko kaj naredi, dr. Fletcher ujame, omami in zapre "Dennis". Kmalu ''Dennis'' postane "Zver", ki kaže nadčloveško hitrost, moč in agilnost.
Ker ve, da je edini način, da se pokliče resničnega Kevina, izgovorjava njegovega polnega imena, si ga doktor Fletcherjeva ga zapisuje na list papirja, preden jo ubije "Zver". "Zver" nato ubije in poje Marcio in Claire, medtem ko se Casey naleti na truplo Fletcherjeve in njeno sporočilo. Kevin se na kratko prikliče na "svetlobo" tako, da izgovori njegovo ime. Kevin naroči Casey, da ga ubije s svojo puško, preden ga prevzamejo njegove druge osebnosti. Ko se vrne "Zver", ga Casey ustreli, vendar ga le rahlo poškoduje. "Zver" razkrije svoje načrte, da bi se znebil vseh "nedotaknjenih", tistih, katerih srca so nečista, ker v življenju niso nikoli trpela.
"Zver" začne upogibati rešetke kletke, v katero se je Casey zaklenila, nato pa opazi številne stare, brazgotine na ramenih in spodnjem delu trupa, od katerih so številni dokazi samopoškodovanja s pomočjo rezanja, nato pa se veseli dejstva, da je "čista".''Zver'' prizanese Casey in odide. Casey nato  reši eden od Kevinovih sodelavcev. Casey vpraša policist, če je pripravljena, da se vrne domov k svojemu stricu, kar obotavljajoče odgovori. V drugem skrivališču "Dennis", "Patricia" in "Hedwig" izvajajo skupni nadzor nad Kevinovim telesom in občudujejo moč "Zveri" in njihove načrte za spremembo sveta.

## Igralci
- James McAvoy kot Kevin Wendell Crumb, bolnik z disociativno motnjo identitete, ki ima 23 osebnosti, katere se razlikujejo druga od druge. Kevinovo telo se spremeni pri vsaki osebnosti, še posebej ko se razvije še 24. osebnost, ''Zver''.
- Anya Taylor-Joy kot Casey Cooke, Johnova nečakinja in hčerka g. Cooka. Mlado dekle s travmatično preteklostjo in zgodovino samopoškodovanja, katero ugravi ''Dennis'', enda izmed Kevinovih osebnosti, da bi jo žrtvovali ''Zveri''. 
  - Izzie Coffey igra petletno Casey.
- Betty Buckley kot dr. Karen Fletcher, psihologinja, ki skuša pomagati Kevinu pri njegovi bolezni in verjame, da lahko disociativna motnja osebnosti povzroči tudi fizične spremembe v izjemnih primerih.
- Haley Lu Richardson kot Claire Benoit, hčerka g. Benoita, Caseyina sošolka in Marciina prijateljica, katero prav tako ugrabi ''Dennis'', da bi jo žrtvovali ''Zveri''.
- Jessica Sula kot Marcia, Caseyina sošolka in Clairina prijateljica, katero prav tako ugrabi ''Dennis'', da bi jo žrtvovali ''Zveri''.
- Brad William Henke kot John, Caseyin stric.
- Sebastian Arcelus kot g. Cooke, Caseyin oče.
- Neal Huff kot g. Benoit, Clairein oče.
- Kim Director kot Hannah.
- M. Night Shyamalan koz Jai, varnostnik v stanovanjski stavbi dr. Fletcher.
- Bruce Willis kot David Dunn.